# Ruschia barnardii
Ruschia barnardii är en isörtsväxtart som beskrevs av L. Bol. Ruschia barnardii ingår i släktet Ruschia och familjen isörtsväxter. Inga underarter finns listade i Catalogue of Life.